# Nysius grandis
Nysius grandis är en insektsart som beskrevs av Baker 1906. Nysius grandis ingår i släktet Nysius och familjen fröskinnbaggar. Inga underarter finns listade i Catalogue of Life.